# Dimethylmagnesium
Dimethylmagnesium is een organomagnesiumverbinding.

## Synthese
Net als andere dialkylmagnesiumverbindingen wordt dimethylmagnesium bereid door het toevoegen van minstens een equivalent dioxaan aan een oplossing van methylmagnesiumchloride of methylmagnesiumbromide:
{\displaystyle {\ce {2CH3MgBr + C4H8O2 -> (CH3)2Mg + MgBr2 . C4H8O2 (v)}}}
Dioxaan wordt toegevoegd omdat het magnesiumhalide slecht oplosbaar is in deze ether en neerslaat. Het Schlenk-evenwicht verschuift hierdoor volledig naar dimethylmagnesium.

## Structuur en eigenschappen
De structuur van dimethylmagnesium is bepaald via röntgendiffractie. Het kristalrooster bestaat uit een lange keten van magnesiumatomen die steeds door twee methylgroepen aan elkaar gekoppeld zijn. De vier methylgroepen omringen de magnesiumatomen tetraëdrisch. De koolstof-magnesiumbinding is 224 pm lang; tussen twee magnesiumatomen bedraagt de afstand 273 pm. De bindingsafstanden wijzen op een sterkere binding dan in dimethylberyllium, wat ook blijkt uit de kleinere vluchtigheid van de magnesiumverbinding.

## Toepassingen
Dimethylmagnesium bezit, door de sterk gepolariseerde binding tussen koolstof en magnesium, sterke nucleofiele eigenschappen. Het wordt bijgevolg gebruikt voor alkyleringen.